# Royal Aircraft Factory S.E.2
El Royal Aircraft Factory S.E.2 (Scout Experimental) fue uno de los primeros aviones de exploración monoplaza británicos. Diseñado y construido en la Royal Aircraft Factory en 1912/13 como B.S.1, el prototipo fue reconstruido varias veces antes de servir con el Real Cuerpo Aéreo sobre el Frente Occidental en los primeros meses de la Primera Guerra Mundial.

## Diseño y desarrollo

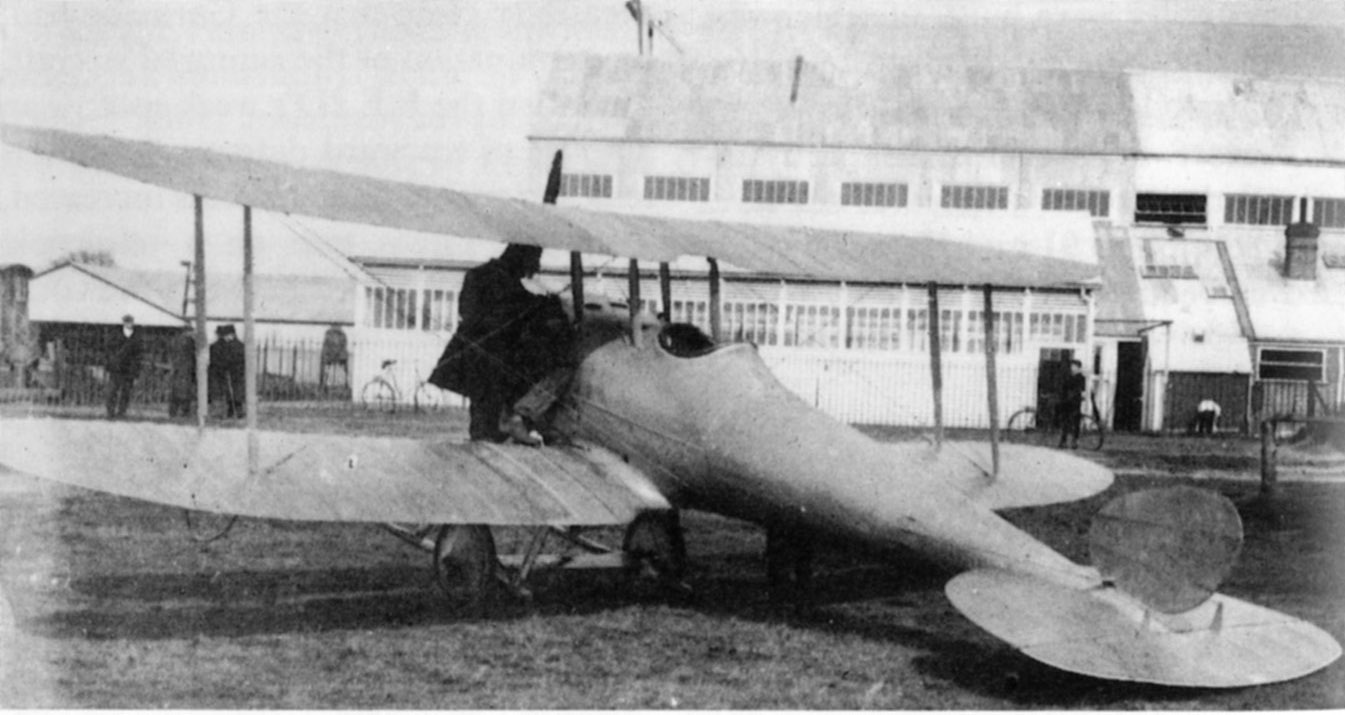
El Royal Aircraft Factory B.S.1 en su forma original.

En 1912, un equipo de la Royal Aircraft Factory, liderado por Geoffrey de Havilland, comenzó el diseño de un explorador o avión rápido de reconocimiento monoplaza, el primero en el mundo diseñado específicamente para realizar esta tarea. El diseño era un pequeño biplano tractor, y fue designado B.S.1 (por Blériot Scout) por Louis Blériot, un pionero de los aviones de configuración tractora. Tenía un fuselaje monocasco de sección circular de madera, y alas de un solo vano. El control lateral era por deformación del ala, mientras que el avión fue equipado inicialmente con un pequeño timón sin empenaje fijo (una versión reducida del instalado en el B.E.3), y un elevador de una sola pieza. Estaba propulsado por un motor rotativo Gnome et Rhône de 14 cilindros en dos filas, ajustado a 75 kW (100 hp).
El B.S.1 fue volado por primera vez por Geoffrey de Havilland a principios de 1913, demostrando excelentes prestaciones, con una velocidad máxima de 147,6 km/h, una velocidad de pérdida de 82 km/h y un régimen de ascenso de 4,6 m/s (900 pies/min), a pesar de que el motor sólo daba alrededor de 61 kW (82 hp), en lugar de los prometidos 100 hp. De Havilland no estaba satisfecho con el control proporcionado por el pequeño timón y diseñó un reemplazo mayor, pero el 27 de marzo de 1913, antes de que el nuevo timón pudiera ser instalado, se estrelló con el B.S.1, rompiéndose la mandíbula y dañando seriamente el avión.
Tras este accidente, el avión fue reconstruido, con un Gnome de una fila de 80 hp y nuevas superficies de cola, con aletas triangulares por encima y por debajo del fuselaje, un timón mayor y elevadores divididos convencionales. Aunque el reconstruido avión fue redesignado inicialmente como B.S.2, pronto lo fue como S.E.2 (por Scout Experimental). Fue volado de esta forma por De Havilland en octubre de 1913.
En abril de 1914, el S.E.2 fue reconstruido de nuevo, esta vez bajo la supervisión de Henry Folland, ya que De Havilland había abandonado la Royal Aircraft Factory para convertirse en el diseñador jefe de Airco (el B.S.1/S.E.2 fue el último diseño de De Havilland producido por la Factory). Las superficies de cola fueron revisadas de nuevo, con un empenaje y timón mayores, con nueva cola y elevadores. El fuselaje trasero monocasco, que había sido criticado por ser demasiado caro para la producción en masa, fue reemplazado por una estructura convencional de madera y tela. Se instalaron soportes mejorados aerodinámicamente, así como cables de arriostrado de sección aerodinámica (RAF-wires). Voló así por primera vez el 3 de octubre de 1914. Esta versión modificada es a menudo llamada "S.E.2a" (esta designación no fue usada en esa época, y probablemente no era oficial).

## Historia operacional

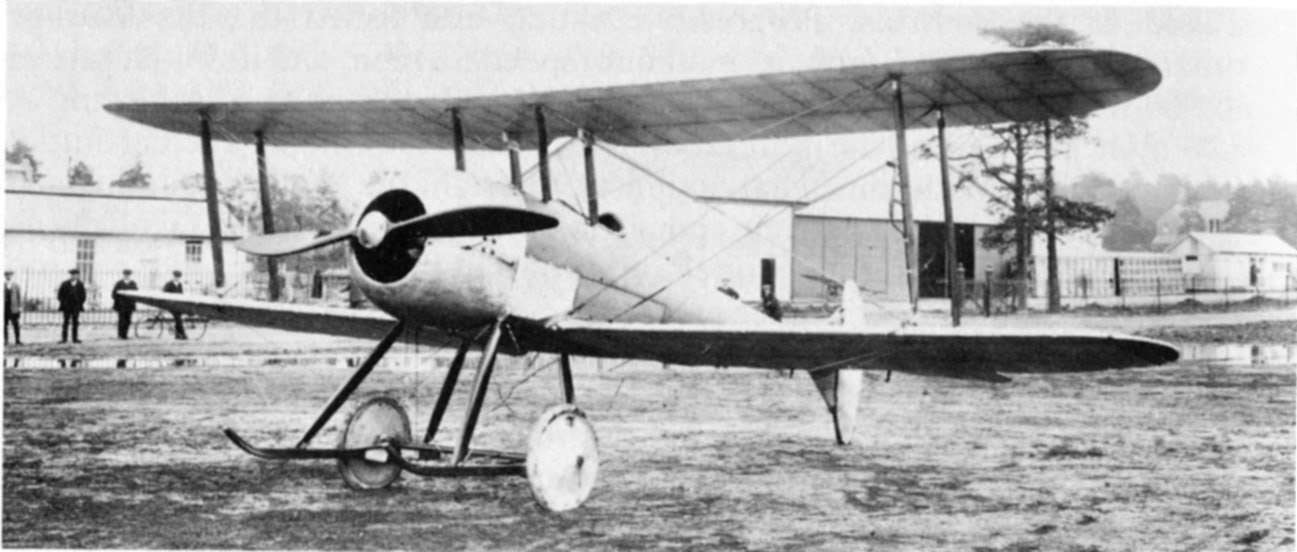
El Royal Aircraft Factory S.E.2 alrededor de octubre de 1913 (tras su reconstrucción desde el B.S.1 y antes de su reconstrucción final).

El S.E.2 fue entregado al Real Cuerpo Aéreo el 17 de febrero de 1914, siendo el número de serie 609 adjudicado al No. 5 Squadron, donde causó una buena impresión, y luego al No. 3 Squadron, antes de ser devuelto a la Royal Aircraft Factory en abril.
En la época en que la versión reconstruida "S.E.2a" fue completada, la Primera Guerra Mundial había estallado, y el modificado S.E.2 fue enviado a través del Canal de la Mancha para unirse al No. 3 Squadron, el 27 de octubre. Fue equipado con un armamento improvisado de un par de carabinas montadas en los lados del fuselaje, anguladas hacia fuera para evitar la hélice, junto con el revólver del piloto. Era uno de los aviones más rápidos disponibles en los primeros meses de la guerra, del que se dijo: "Su velocidad le permitía rodear las máquinas enemigas y otorgarle una decidida supremacía". Permaneció en uso con el No. 3 Squadron hasta marzo de 1915, cuando resultó dañado por una bomba explosiva y fue enviado de vuelta a Inglaterra.

## Variantes
B.S.1
Prototipo inicial.
B.S.2
Primera designación del B.S.1 reconstruido.
S.E.2
Redesignación del B.S.2.
S.E.2a
Designación no oficial dada al S.E.2 reconstruido.

## Operadores
Reino Unido
- Real Cuerpo Aéreo

## Especificaciones (S.E.2, después de la primera reconstrucción)
Referencia datos: The Aeroplanes of the Royal Flying Corps (Military Wing)

### Características generales
- Tripulación: Uno (piloto)
- Longitud: 6,4 m (20,8 ft)
- Envergadura: 8,4 m (27,5 ft)
- Altura: 2,8 m (9,2 ft)
- Superficie alar: 17,5 m² (188,4 ft²)
- Peso vacío: 327 kg (720,7 lb)
- Peso cargado: 513 kg (1130,7 lb)
- Planta motriz: 1× motor rotativo refrigerado por aire Gnome.
  - Potencia: 60 kW (83 HP; 82 CV)
- Alargamiento alar: 4,03

### Rendimiento
- Velocidad máxima operativa (Vno): 146 km/h (91 MPH; 79 kt)
- Alcance: 3 h

### Armamento
- Armas de proyectiles: 

  - 2x carabina de 7,7 mm

## Aeronaves relacionadas

### Aeronaves similares
- Royal Aircraft Factory S.E.4
- Bristol Scout
- Sopwith Tabloid

### Secuencias de designación
- Secuencia B.S._ (interna de Royal Aircraft Factory (Blériot Scout)): B.S.1 - B.S.2
- Secuencia S.E._ (interna de Royal Aircraft Factory (Santos Experimental, Scout Experimental)): S.E.1 - S.E.2 - S.E.3 - S.E.4 - S.E.4a →